# Seven the Hard Way (álbum)
Seven the Hard Way es  el séptimo álbum de Pat Benatar, lanzado en 1985. "Siete álbumes en siete años... dos dados... 3½ puntos cada uno. Siete... la manera dura." Alcanzó el #26 en las listas de Billboard 200 y produjo dos éxitos: "Invincible" y "Sex as a Weapon".
Pat comentaba en sus conciertos antes de cantar "Invincible", Esto viene de una de las peores películas jamas hechas. Refiriéndose a la película "La leyenda de Billie Jean", la cual tuvo poco éxito en taquilla, pero llegó a ser una película de culto para los admiradores de MTV en general.
El álbum fracasó en certificar el platino.
Scott St. Clair Sheets regresa a la agrupación, ausente desde el álbum de 1981 "Precious Time", y Frank Linx remplazó a Donny Vossov en el bajo.

## Lista de canciones
1. "Sex as a Weapon" – 4:15 (Kelly, Steinberg)
2. "Le Bel Age" - 5:11
3. "Walking in the Underground" – 4:39 (Giraldo, Grombacher)
4. "Big Life" – 2:40 (Giraldo, Grombacher)
5. "Red Vision" – 3:50 (Giraldo, Grombacher)
6. "7 Rooms of Gloom" – 3:33
7. "Run Between the Raindrops" – 4:27 (Giraldo, Grombacher)
8. "Invincible" (Tema de "La leyenda de Billie Jean") – 4:28 (Simon Climie, Holly Knight)
9. "The Art of Letting Go" – 4:02 (Brown, Feldman, Grombacher)

## Agrupación
- Pat Benatar: Voces
- Neil Giraldo: Guitarra principal, teclados
- Scott Sheets: Guitarra rítmica
- Charlie Giordano: Teclados
- Frank Linx: Bajo
- Myron Grombacher: Percuciones

## Producción
- Producción: Neil Giraldo, Mike Chapman y William Wittman
- Productor asociado: Joe Chiccarelli
- Ingeniería: Joe Chiccarelli
- Mezcla: Joe Chiccarelli, Michael Frondelli y William Wittman